# Wing Commander
Wing Commander är en rymdflygsimulator som släpptes till MS-DOS i september, 1990. Det är det första spelet i serien. Spelet var skapat, regisserat och producerat av spelutvecklaren Chris Roberts när han jobbade för det amerikanska företaget Origin Systems tillsammans med Warren Spector. Spector skulle senare bli känd för Deus Ex-serien. Spelet blev en succé med höga betyg och försäljningssiffror.

## Spelupplägg
Spelets story utspelar sig år 2654. Mänskligheten, som är enad under den politiska organisation "Terranska Konfederationen" (Terran Confederation), har varit i krig med ett kattdjursliknande släkte som heter Kilrathi sedan 2634. Spelaren är en jaktpilot som just tagit examen från flygskolan och blivit beordrad till tjänstgöring ombord på Hangarfartyget TCS "Tiger's Claw" som hyser runt 100 stridspiloter vid krigsfronten. Vid start får spelaren välja pilotens namn och anropssignal. (Senare spel etablerade kanon att pilotens namn är Christopher Blair med anropssignalen "Maverick")
Spelaren får flyga stridsuppdrag i en kampanj för "Vega-sektorn", ett stort område med flera stjärnsystem, som låter spelaren göra en avgörande insats som i slutändan leder till antingen seger eller nederlag i kampanjen. Man flyger flera sorters uppdrag i olika stjärnsystem vilket inkluderar patrullering, attack mot större fientliga stjärnskepp och eskortering av vänliga stjärnskepp. Man börjar med att flyga det lättare stridsplanet "Hornet" men under spelets gång, beroende på om man lyckas med uppdrag eller ej, så får man tillgång till tre nya skepp att flyga.
Spelarens närmaste chef är Överste Halcyon som leder flygstyrkorna på hangarfartyget och ger en uppdragsgenomgång inför varje uppdrag samt en avrapportering efter uppdragen. Under uppdragen har man en rotekamrat styrd av en A.I-pilot som hjälper till i strid. Skulle rotekamraten stupa i strid kan det dröja innan man får en ersättare och man måste flyga vissa uppdrag solo. I vissa uppdrag blir man tvungen att navigera genom asteroidfält och minor.
Musiken skrevs av George Alistair och Sanger David Govett. Musiken under uppdragen varierar beroende på situationen. Är man på patrull så spelas en viss typ av musik. Stöter man på fienden ändras musiken till något annat med snabbare tempo. Är ens stjärnskepp svårt skadat spelas en mer desperat typ av musik och så vidare.
Mellan uppdragen kan man konversera med andra piloter på hangarfartyget och tala med bartendern "Shotglass". De andra piloterna kan ge tips om strid och olika skepp man kan flyga samt berätta om det finns fientliga flygaräss i närheten. Om spelaren presterar bra kan denne få medaljer och bli befordrad.
Det finns tre olika sätt att avsluta kampanjen. Man kan bli nedskjuten och spelet är då över. Om spelaren lyckas med uppdragen så rör sig hela krigsinsatsen framåt till den eventuella segern över Kilrathis stridskrafter i Vega-sektorn. Skulle spelaren misslyckats med flera uppdrag kommer hela kampanjen att förloras och TCS Tiger's Claw blir tvungen att retirera ut ur Vega-sektorn och spelet är över. 

## Utveckling
Roberts hade tidigare skrivit Match day, Times of Lore och Bad Blood för Origin. De ursprungliga namnen för Roberts nya projekt var först "Squadron" sedan "Wingleader" för att till sist bli "Wing Commander". Roberts tog inspiration för Kilrathi från författaren Larry Niven's novell Known Space .
| ”               | "I wanted to create a game with movie-like effects seen in Battlestar Galactica and Star Wars. I thought it would be neat to play around with military hardware while also developing the characters personalities in the game." | „ |
| – Chris Roberts | |   |

## Mottagande
Wing Commander fick beröm av kritiker och utnämndes till 1991 års "Game of the Year" av en:Computer Gaming World. År 2012 placerade Time Wing Commander på sin lista av de 100 bästa spelen någonsin. 3DO Magazine sade att Wing Commander har haft stort inflytande på rymdspelmarknaden. Game Players PC sade att Wing Commander var det finaste rymdstridsspelet någonsin. 1991 blev Wing Commander utnämnt till "Best Fantasy or Science Fiction Computer Game of 1990" av 1990 Origins Awards.
| Wing Commander | Wing Commander                                                                              |
| Samlingsbetyg | Samlingsbetyg                                                                               |
| Tjänst | Betyg                                                                                       |
| --- | ------------------------------------------------------------------------------------------- |
| Moby Games | ”Wing Commander”. https://www.mobygames.com/game/3/wing-commander/. Läst 14 november 2023.  |
| Recensionsbetyg |                                                                                             |
| Publikation | Betyg                                                                                       |
| Dragon | Nr 166, feb 1991,                                                                           |
| Gamepro | ”Super Wing Commander”. Juli 1994. https://archive.org/details/GamePro_Issue_060_July_1994. |
| Gamespot | ”Wing Commander”. https://gamefaqs.gamespot.com/pc/524291-wing-commander.                   |
| 3DO Magazine nr 1, 1994. | (Super Wing Commander)                                                                      |
| \| Utmärkelser \| Utmärkelser \| \| Publikation \| Utmärkelse \| \| --------------------------------------- \| ------------------------------------ \| \| Computer Gaming World, Nr 148, Nov 1996 \| #7 of 150 Best Games of All Time[16] \| |                                                                                             |
| Utmärkelser |                                                                                             |
| Publikation | Utmärkelse                                                                                  |
| Computer Gaming World, Nr 148, Nov 1996 | #7 of 150 Best Games of All Time                                                            |

## Expansioner

### Wing Commander: The Secret Missions
The Secret Missions var den första expansionen till Wing Commander och släpptes 4 december 1990. Den utspelar sig direkt efter den lyckade kampanjen i Vega-sektorn. TCS Tiger's Claw mottar ett SOS från Goddard-kolonin och Tiger's Claw får till uppgift att undersöka. När de kommer på plats visar det sig att hela kolonin är utplånad utan några överlevande och det var enbart ett fientligt stjärnskepp som förstörde kolonin. De döper det skeppet till "Sivar" efter Kilrathis krigsgud och förbereder att följa efter det och dess tillhörande skyddsflotta. Åter flyger man stridsuppdrag mot Kilrathi med kamraterna i jakten på Sivar. Som i första spelet påverkas krigslyckan av hur man presterar i uppdragen. Om Sivar lyckas fly förloras spelet och kommer att leda till förslavandet av flera av Konfederationens planeter.

### Wing Commander: The Secret Missions 2: Crusade
Secret Missions 2 släpptes 6 april 1991 och utspelar sig direkt efter Secret Missions 1. TCS Tiger's Claw har blivit stationerad bort från fronten för att besättningen ska vila upp sig samt för att eskortera diplomater och dignitärer till planeten Firekka. Konfederationen ska ingå i en allians med ett fågelliknande släkte som heter Firekka och det blir Tiger's Claw uppgift att ge skydd. Dock visar det sig att flera Kilrathis attackflottor närmar sig Firekka av okänd anledning och Tiger's Claws position blir oförsvarbar . Det visar sig snart att Kilrathi har valt Firekka som plats för en religiös ceremoni för sin krigsgud och kommer att offra de Firekka som inte är troende. Då Konfederationen inte har en stor nog flotta att utmana Kilrathi förbereder de istället en attack på Kilrathi på planeten Firekka. Det blir spelarens roll att skydda Tiger's Claw och de stjärnskepp som deltar i attacken.

## Uppföljare
Wing Commanders uppföljare var Wing Commander II: Vengance of the Kilrathi som utspelar sig tio år efter Secret Missions 2 år 2666.

## Versioner

### Super Wing Commander (1994)
Super Wing Commander var en remake av det första Wing Commander spelet och släpptes 1994 för 3DO och 1995 till Macintosh. SWC hade en helt nytt utseende än originaletspelet. 

### Commodore Amiga
Wing Commander till Commodore Amigadatorn utvecklades av det amerikanska företaget Mindscape under ledning av Nick Pelling.  Det var anpassat så spelet kunde köras på en Amiga 500 som inte var en kraftig maskin i jämförelse med dåvarande IBM PC. Färgerna begränsades till 16, vissa saker som fanns på MS-DOS-versionen togs bort för att spara på systemresurser.

### Deluxe
En "Deluxe"-version av Wing Commander släpptes till floppy i mars 1992 och till CD-ROM i maj 1992. Dessa versioner inkluderade de bägge Secret Missions-expansionerna.

### Wing Commander: Kilrathi Saga (1996)
1996 släpptes Kilrathi Saga som är en samling med de tre första spelen i serien. Wing Commander, Wing Commander 2 och Wing Commander 3. Spelen blev uppdaterade för att kunna spelas på en modern dator. Musiken uppdaterades också. Expansionerna var från början inte med i Kilrathi Saga men släpptes senare i efterhand i form av en nedladdning.

## Spin-offs
Wing Commander: Privateer är en spin-off av Wing Commander som släpptes 1993. Spelet är baserat på samma spelmotor som Wing Commander. Till skillnad från Wing Commander spelar man en självständig pilot som bedriver handel och jagar efter förrymda personer som prisjägare eller pirat. 
30 november 1996 släpptes uppföljaren Privateer 2: The Darkening till PC.

## Plattformar
Övriga plattformar.
- Commodore Amiga[27][28][29][30] och Super Nintendo[31] i november, 1992
- Amiga CD32, Mars 1993.

- SegaCD/MegaCD[32], 1994[33][34]
- FM Towns
- 3DO (Super Wing Commander, 1994)

- Macintosh (Super Wing Commander, 1995) [35]

Övrig release
- EA Replay, 14 november 2006
- GoG, 25 augusti 2011